# 名曲リサイタル
『名曲リサイタル』（めいきょくリサイタル）は、NHK-FM放送で2000年3月31日から2012年3月17日まで原則として毎週土曜19:20 - 21:00に放送されていた音楽番組である。

## 概要
番組は毎回原則としてNHK放送センター509スタジオからの公開収録で、クラシック音楽のライブ演奏（1回につき2組程度出演）を楽しむものだった。年数回はNHK大阪ホール、あるいはNHK名古屋放送局公開スタジオを初め、全国各地のホールでの演奏会も行われた。
入場無料であるが、官製往復はがきでの申し込みが必要だった。応募多数の場合は抽選で入場券を返送する。原則として東京での収録は1枚1名のみ、地方公演は1枚2名まで入場可能だった。
30分・一組・非公開でライブ演奏を放送していた前身番組「FMリサイタル」をリニューアルした番組であったが、後継番組の「リサイタル・ノヴァ」ではほぼ「FMリサイタル」の様式に戻った。
テーマ曲はシティ・オブ・プラハ・フィルハーモニック・オーケストラ「String Sonata No. 3 in C: I. Allegro II. Andante III. Presto: String Sonata No. 3 in C: I. Allegro II. Andante III. Presto」

## 司会・進行
- 加羽沢美濃（ピアニスト。2003年度から）
- 伊藤健三（NHKアナウンサー）

過去の司会者
- 古今亭志ん輔（2000年 - 2003年度）
- 青沼郁夫（NHKアナウンサー）
- 曽田孝（NHKアナウンサー。日本語センター出向時代に担当）